# Cuoco d'ospedale, d'istituto sanitario e della ristorazione collettiva con attestato professionale federale
Il titolo di cuoco d'ospedale, d'istituto sanitario e della ristorazione collettiva con attestato professionale federale è un diploma professionale rilasciato in Svizzera dopo aver concluso e superato una sessione di esami pratici e teorici.

## Requisiti
- attestato federale di capacità di cuoco;
- attestato di maestro di tirocinio;
- almeno 3 anni di pratica quale cuoco.

## Formazione
Il cuoco d'ospedale, d'istituto sanitario e della ristorazione collettiva con attestato professionale federale segue dei corsi pratici avanzati e segue un corso teorico nelle materie di conoscenze culinarie, conoscenze delle merci, conduzione del personale, il diritto del lavoro, marketing, finanza, civica e ordinamenti, matematica, contabilità, ecc. e al termine di questa formazione deve superare gli esami professionali superiori.

## Sbocchi
Il cuoco d'ospedale, d'istituto sanitario e della ristorazione collettiva con attestato professionale federale, è un professionista qualificato formato quale quadro dirigente in cucina.

## Professioni affini
La professione affine è quella di cuoco della gastronomia con attestato professionale federale, dove seguono gli stessi corsi pratici e si differenziano per un approfondimento nel settore dell'industria alberghiera, mentre i cuochi d'ospedale approfondiscono le stesse tematiche in ambito sanitario.

## Organizzazione degli esami
- Confederazione Svizzera - Ufficio della formazione professionale e della tecnologia;
- HPlus - Organizzazione degli ospedali svizzeri;
- CURAVIVA;
- Hotel & Gastro Union - Società svizzera dei cuochi;

## Fonti
- Confederazione Svizzera - Elenco delle professioni, su bbt.admin.ch, 09.07.2011. URL consultato il 10 luglio 2011 (archiviato dall'url originale il 18 settembre 2011).
- Chefköchin/Chefkoch mit eidg. Fachausweis - CHK, su hplus-bildung.ch, 01.11.2023 (archiviato il 28 maggio 2023).
- Cheffe de la restauration collective avec diplôme fédéral, su hotelgastro.ch, 01.11.2023 (archiviato il 1º novembre 2023).